# Alfred Roland
Alfred Hector Roland (París, 1797 - Grenoble, 13 de març de 1874) fou un compositor francès. Creador del conservatori de música de Banhèras de Bigòrra (Alts Pirineus) i dels Chanteurs montagnards. És autor de nombroses cançons considerades clàssiques en el cant de muntanya pirinenc.
Fugint del colera que assolava París es traslladà als Pirineus, i allà reuní diversos muntanyencs, als que instruí en la música coral. Junt amb aquests companys, en nombre d'uns quaranta, i com a director d'aquests, recorregué gran part d'Europa donant concerts de cants populars, a veus soles.
Publicà algunes d'aquestes obres amb el títol: Premier recueil religieux pastoral et national, des chants montagnards favoris, exécutés à la cour de tous les souverains de l'Europe, par les quarante montagnards français, (París, 1847). D'aquesta obra se'n feren 11 edicions.
Entre les composicions que va escriure expressament per als seus coristes hi figura una Messe des Montagnards pyrénéens. Que va tenir molta acceptació, sent cantada per primera vegada a Roma i després a Jerusalem.